# بوباديلا ديل كامبو
بوباديلا ديل كامبو (بالإسبانية: Bobadilla del Campo)‏ هي بلدية في مقاطعة بلد الوليد، قشتالة وليون، إسبانيا.